# 名古屋高速道路
名古屋高速道路（なごやこうそくどうろ、英語: NAGOYA EXPRESSWAY）は、名古屋高速道路公社が維持・管理等を行っている、名古屋市とその周辺地域にある路線長81.2キロメートル (km) の都市高速道路である。一般には略して名古屋高速と呼ばれ、新聞記事でもこの名称が使用されている。名高速（めいこうそく）と更に略される場合もある。
1994年（平成6年）12月16日、地域高規格道路の計画路線に指定された。

## 概要
名古屋高速は東西軸1路線、南北軸2路線に加え、南北軸2路線間を連絡する分岐線2本をその基本構成とする。それらの各路線末端部では、名古屋市とその周辺部を出入する高速道路または幹線道路と接続している。また、全ての路線は名古屋環状2号線と接続することで、放射道路と環状道路の連携が行われている。なお、2013年（平成25年）11月23日の4号東海線 六番北 - 木場間の供用開始により、名古屋高速道路は計画された81.2 kmの建設を終了し、全線の供用を開始した。これによって名古屋高速道路公社は建設団体から維持、管理団体へ移行した。
名古屋高速は首都高速や阪神高速と比較して運営開始が約15年遅れ、さらにその後の工期の遅延もあって物価の低い時期に建設する機会を逸したことで建設費用の高騰を招いた。そのうえ首都高速や阪神高速は公害問題がクローズアップされる以前に開通したが、その後追いの形で事業化した名古屋高速の場合、首都や阪神で顕在化した公害問題をまともに被ることになった。
このため建設反対の住民運動が各地で沸き起こり、この流れが環境に配慮する道路構造の採用へと舵を切らせ、結果的に一部区間の道路構造を高架式からトンネル式に変更したことでコストアップを誘発した。また、首都や阪神では1964年（昭和39年）のオリンピックや1970年（昭和45年）の大阪万博など国家の威信をかけたイベントが開催されたことで交通インフラ建設推進の原動力ともなったことから都市高速についても十分にその恩恵を享受した。しかるに名古屋の場合は、1981年（昭和56年）における国際オリンピック委員会の開催地選考でソウルに敗れたことでオリンピック招致に失敗し、成功すれば得られた筈の国家による資金投入も住民協力も得られずじまいとなり、都市高速建設遅延を挽回する機会をも逸した。
これらの不運が重なって、全線開業時点における名古屋高速道路公社の負債総額は約1兆7,000億円と膨大な金額にのぼり、これを完済するために通行料金は全国の都市高速の中では最高金額の770円で設定した。もっとも、借金の返済期限を延長して通行料金の低価格据え置きを求める意見もあったが、公社としては延長した末に将来の金利変動や通行量減少に遭遇するリスクを勘案し、たとえ高額の通行料金収受による世間の批判に晒されてでも延長なしによる完済方針を堅持することにした。しかし、2012年（平成24年）に発生した笹子トンネル事故を契機に道路施設の老朽化対策として大規模改修の必要が生じ、これには2年分の料金収入に匹敵する多額の費用が見込まれることから通行料金の値上げを回避するために償還期間を延長するよう名古屋市と愛知県に同意を求め、了承された。この結果、有料期間は6年延長され2045年12月までとされた。償還期間終了後、名古屋高速道路は無料開放され、道路管理を公社から愛知県と名古屋市に移管することになっている。なお、日本一高いと言われた名古屋高速の通行料金であったが、2021年（令和3年）5月の名古屋第二環状自動車道（名二環）全線開通に併せて料金体系が変更され、それまでの均一料金制から走行距離に応じた対距離料金制に移行した。
道路は基本的に、既存の広幅員の平面街路を利用し、その上に高架式で建設されている。名古屋では土地区画整理事業が進行した区域が多く、その状況下で都市高速の用地を新たに確保することは困難を伴うことから、用地買収を最小限に抑えるためにも既存街路を利用することとされた。

## 路線

名古屋高速と周辺有料道路および主な国道の路線図。

道路法上は名古屋市道または愛知県道である。先述した東西軸1路線と南北軸2路線、南北軸2路線間を繋ぐ分岐線2路線で構成され、これを案内のわかり易さから、以下の「路線呼称」と「ルートマーク（路線番号・記号）」で表記している。路線番号は都心環状線東片端JCT接続の1号を皮切りに時計回りで2→3→4→5→6と付番している。
- 都心環状線（都心環状線部・右回り〈時計周り〉で一方通行である。）
- 1号楠線（東片端JCT〈東区〉 - 楠JCT〈北区〉）
- 2号東山線（新洲崎JCT〈中村区〉 - 高針JCT〈名東区〉）
- 3号大高線（鶴舞南JCT〈昭和区〉 - 名古屋南JCT〈緑区〉）
- 4号東海線（山王JCT〈中川区〉 - 東海JCT〈東海市〉）
- 5号万場線（新洲崎JCT〈中村区〉 - 名古屋西JCT〈中川区〉）
- 6号清須線（明道町JCT〈西区〉 - 清洲JCT〈清須市〉）
- 11号小牧線（楠JCT〈北区〉 - 小牧IC・小牧北出入口〈小牧市〉）
- 16号一宮線（清洲JCT〈清須市〉 - 一宮中入口〈一宮市〉）

道路法における路線図。

一般向けの案内とは異なる道路法および公社定款上の名称は以下の内容である。〈 〉内が公社定款上の名称である。道路法における名称には、名古屋市域内で路線が完結する場合は「名古屋市道」を冠し、市域外を通過する場合は「愛知県道」を冠する。路線区間は地名に替えて出入口またはJCTで表記した。
- 名古屋市道高速1号〈高速1号〉（名古屋西JCT - 四谷）
- 名古屋市道高速1号四谷高針線〈高速1号四谷高針線〉（四谷 - 高針JCT）
- 名古屋市道高速2号〈高速2号〉（楠JCT - 名古屋南JCT）
- 名古屋市道高速分岐2号〈高速分岐2号〉（明道町JCT - 東片端JCT）
- 名古屋市道高速分岐3号〈高速分岐3号〉（山王JCT - 鶴舞南JCT）
- 愛知県道高速名古屋朝日線〈高速3号高速名古屋朝日線〉（名駅入口付近 - 清洲JCT）
- 愛知県道高速名古屋新宝線〈高速3号高速名古屋新宝線〉（名駅入口付近 - 東海JCT）
- 愛知県道高速名古屋小牧線〈高速名古屋小牧線〉（楠JCT - 小牧北）
- 愛知県道高速清須一宮線〈高速清須一宮線〉（清洲JCT - 一宮中）

## 歴史

### 構想から公社設立まで
車社会の到来が押し寄せた1950年代以降、経済発展と人口増加によって、100メートル道路に代表される広幅員道路がある名古屋市内においても道路混雑が散見され始めた。このことは中部圏の産業的な特性を考える場合、将来の道路状況に一抹の不安を与えるものであった。中部圏の産業構造は名古屋市を中心として、その周辺40 km圏内に豊田、岡崎、半田、岐阜、四日市などの生産都市が林立し、それぞれが強い工業力を発揮していた。そして名古屋市と経済面の結びつきが強いことから名古屋市と周辺都市を結ぶ交通需要もまた旺盛であり、今後の経済成長を考えた場合、さらなる需要増が予測された。それは1950年代でこそまだ円滑な交通流動が行われていたが、このままのペースで自動車交通が増大すれば、やがては交通混雑を招来して都市機能が麻痺状態に陥ることが懸念された。
こうした状況下で1961年（昭和36年）、建設省は愛知県と名古屋市に対して名古屋圏の道路調査を委託した。その結果、将来の道路混雑を予見して街路網を整備する必要を説き、併せて都市高速と環状道路を整備する必要性を示した。これを受けて検討を加えた結果、1965年（昭和40年）6月までに整備計画の基本構想をまとめた。
この中で一般街路の混雑緩和を図る目的から交通の質的分離が提案された。これは周辺都市と名古屋市を連絡する比較的長距離の交通需要と、市民の日常生活に密着する比較的短距離の質を異にする交通需要が同一平面街路で混在しては渋滞を誘発するためである。また市外からの流出入交通、すなわち走行距離の長い自動車にとって都市特有の数多い交差点待機が及ぼす時間的、経済的影響は決して小さくないことから、市街地を高速度で走行するための連続立体構造の採用が示された。市街の平面街路はあくまで市内相互間利用のみの短距離交通をあて、長距離の流出入交通については連続立体道路での高速連絡として、自動車専用道路に収容することが望ましいと結論した。また、先行して計画されていた名古屋環状2号線と連絡する放射道路が整備されたとしても、将来予想される交通量から受け入れ容量の超過が予見されたことで、これらとは別路線の自動車専用の放射道路を建設し、質の分離とあわせて量への対応も行うことになった。このことから路線選定のコンセプトを都心と市街地周辺との連絡に置いた。そして選ばれた放射路線は交通が集中する6方向とされ、その全てに名古屋環状2号線が接続するものとされた。その6方向とは以下の内容である。

1.東名高速道路（名古屋IC）2.国道41号（小牧方面）3.国道22号（一宮方面）4.東名阪自動車道（名古屋西JCT）　5.西知多産業道路（知多方面）6.名四国道（岡崎方面）
この内、東名阪自動車道と東名高速を直結する東西1路線、国道41号と名四国道および国道22号と西知多産業道路を直結する南北2路線、そして、南北2路線間を連絡する分岐3路線で環状ルートを形成のうえ6放射道路間の連絡を図ることとした。この基本方針はその後一部が改廃されたが6放射とする原案は現路線に概ね踏襲されている。
国会議員や地元財界人など有力者による国への働きかけは1967年（昭和42年）から開始された。当時の法律では国、地方自治体、道路公団しか道路法で認可された道路の建設は許可していなかったが、愛知県や名古屋市としては厳しい地方財政ゆえ、国と地方の折半出資による公団方式を望んだ。このため県や市は首都高速道路公団や阪神高速道路公団に倣って新たな公団を誘致するべく国に働きかけを行い、認められれば名古屋高速道路公団として事業化される筈であった。
しかし建設省は新たな公団を認めず、名古屋を始め福岡、北九州や広島を含めた都市高速に対しても地方道路公社を設立のうえ事業化する方針を固めるに至った。認めない理由として、急激な自動車の増加によって政府資金だけでは需要に追い付かないことから地方財政および民間資金（いわゆる銀行ローン）を投入することで道路整備を円滑に遂行させたいとの思惑が働いたことによった。特に名古屋の場合は鏡ヶ池線に絡む地元密着的な問題が絡んでおり、この時点で既に地域住民との対立が鮮明化していたことから地元のことは自治体に任せる方が早いとの算段もあった。また、本州四国連絡橋の建設に新公団を作るほかは新たな公団を設置しない考えもあったことから公団方式は否定された。この結果、1970年（昭和45年）5月に法改正され地方道路公社法が設立された。法改正によって民間資金を導入した公社方式による建設が新たに認可されたことで、1970年（昭和45年）9月には公社法適用第1号として名古屋高速道路公社が発足するに至った。

### 公社設立以後
当初計画では、1970年度から1979年度までの10年間で建設を終えることとされたが、折しもこの時期は高度経済成長のひずみとして水俣病や四日市ぜんそく等の公害問題が顕在化し、自動車交通においても騒音や大気汚染の問題が国民の関心を集める中で、名古屋高速では建設阻止に向けた住民運動が各地域で展開された。さらに1973年（昭和48年）には住民運動が時の市議会を動かして都市高速道路関連予算の執行停止を招いた挙句、直後に実施された名古屋市長選挙では、都市高速建設推進派の現職杉戸清を破って、都市高速建設反対派から推薦された本山政雄が当選した。それまでの市政は自民党主体の保守政治であり、市民の目線よりも経済優先の政治であったことから市民生活を二の次にしたきらいがあった。このため公害等の問題が噴出することになり、本山を当選させた時代背景には、高度経済成長と開発優先の既存政治に嫌気がさした地域住民が市民本位の政治を強く求めたことによった。なお、市民目線の政治（革新政治とも呼ばれた）を求める流れは全国レベルで展開され、太平洋ベルトの主要都市の首長選挙は東京都の美濃部都知事を例として軒並み革新派が当選した。
だが、一度スタートを切った都市高速の建設を革新市政が止めることは不可能であった。市長就任後の本山は、建設反対の住民対応と、それに迎合して建設撤回になった場合は議会への説得と同意の必要、そしてこの時点で橋脚の一部が完成していたことから、その取り壊しとそれに要する費用の問題、およびそれまで注ぎ込んだ建設費の市による返済と建設業者への損害賠償など、複雑に絡み合った問題を前にして全く身動きが取れなかった。このため本山は、都市高速建設の方向性は既に決定済であることから、住民の理解と納得を得たうえで建設を推進する旨を表明し、予算凍結解除に向けて市議会の承認を得るべく反対住民の説得のために環境対策や補償を制定し、同年12月末には議会から解除を取りつけることに成功した。ただし、引き続き道路構造等、環境に係わる点については検討を加え、その間は建設を中止する旨を付け加えた。これと前後して本山は建設再開に向けて調査専門委員会に環境対策の検討を依頼、その結果提示された案が全面地下式の採用であり、これであれば、騒音、排気ガス、日照阻害、景観的配慮の全てが解決可能である。しかし、高架式に比べ地下式はコストが3倍かかるとされ、名古屋市の苦しい財政状況下では全区間での採用は叶わず、全体の30パーセントにとどまることになった。それでも地方財政を圧迫することから、2本ある南北路線の内の1本（高速3号）を棚上げすることになった。
こうして建設再開と決まったが、この間の長すぎた停滞はオイルショックとも重なって石油価格の上昇を伴い、それは必然的に物価、ひいては建設費の増大となって跳ね返ることになった。なお、時代の経過とともに建設費がいかに上昇したかは次の例で示される。1972年（昭和47年）の大高線建設開始当初は1 km換算の工事費が70億円、それが30年後の2003年（平成15年）には200億円（いずれも高架構造での比較）と約3倍に跳ね上がっている。また、1972年（昭和47年）に比べ、その5年後には2倍の工事費でなければ落札されなくなるなど、1970年代に限って見ても物価は凄まじい勢いで上昇したのであり、後年、市長引退間際の本山が新聞社のインタビューで、自分の判断の遅れによって建設費の増大を招いたことを認め、都市高速は効果を考えて早急に整備すべきであることを述べている。
本山市政における停滞を受けて1985年（昭和60年）に市長に就任したのが西尾武喜であった。立候補以前から都市高速問題が自身の政治活動の最大の懸案事項であることを理解していた西尾は、立候補に先立って支持政党に道路問題で自分を援護してくれるのか確認を取っている。そして都市高速早期整備を公約に掲げる西尾にお墨付きを与えた各政党は、「早期整備」の意味が、建設停滞と公社経営の悪化を召致させかねない半地下、地下構造から再度高架構造への回帰を示唆することを暗黙のうちに了解した。そして就任直後から地域住民による猛烈な建設反対運動を押しのけて高架式に再変更のうえ都心環状線と1号楠線の全線供用に漕ぎ着け、2号東山線の留保区間の解除と高速3号の建設に道筋を与えた。本山市政では遅々として進まなかった建設速度が1980年代後半以降急激に向上したのは、西尾の政治手腕もさることながら、市民の都市高速に対する意識の変化があった。それは本山が初当選した時代と異なり、公害対策よりも経済指向が強くなったことから一部の地域住民を例外とする他は大した反対もなく、各政党間の協調とも相まって事業を推し進めやすいという事情もあった。
総括すれば、名古屋高速の建設の歴史は公害対策と地域住民の説得の歴史でもあり、この廻間で建設が滞ったこともあって当初1979年度までに全線供用とする計画は最終的に2013年（平成25年）11月までずれ込むことになった。そして公団方式ならまだしも、地方自治体と民間資金を主体に構成される公社方式としての建設、運営であることから厳しい地方財政の制約もあって、多額の資金を要する環境対策重視の道路構造は経費節減のために破棄せざるを得ない状況となった。こうして計画は二転三転したことから、さらなる工事の遅延を招いた。そして年毎に物価は上昇を続け、西尾市政で建設速度が向上するも適切な建設のタイミングを完全に逸したことから、結果的に公社は莫大な借金を背負うことになった。ただし、反対住民との対話を通して首都や阪神ではさほど顧みられなかった環境対策は充実することになり、さらに副次的な効果として基幹バスのバスレーン設置および水害対策や一般道路の整備などが実施され、地域住民の利便性に資することになった。

### 料金政策の推移

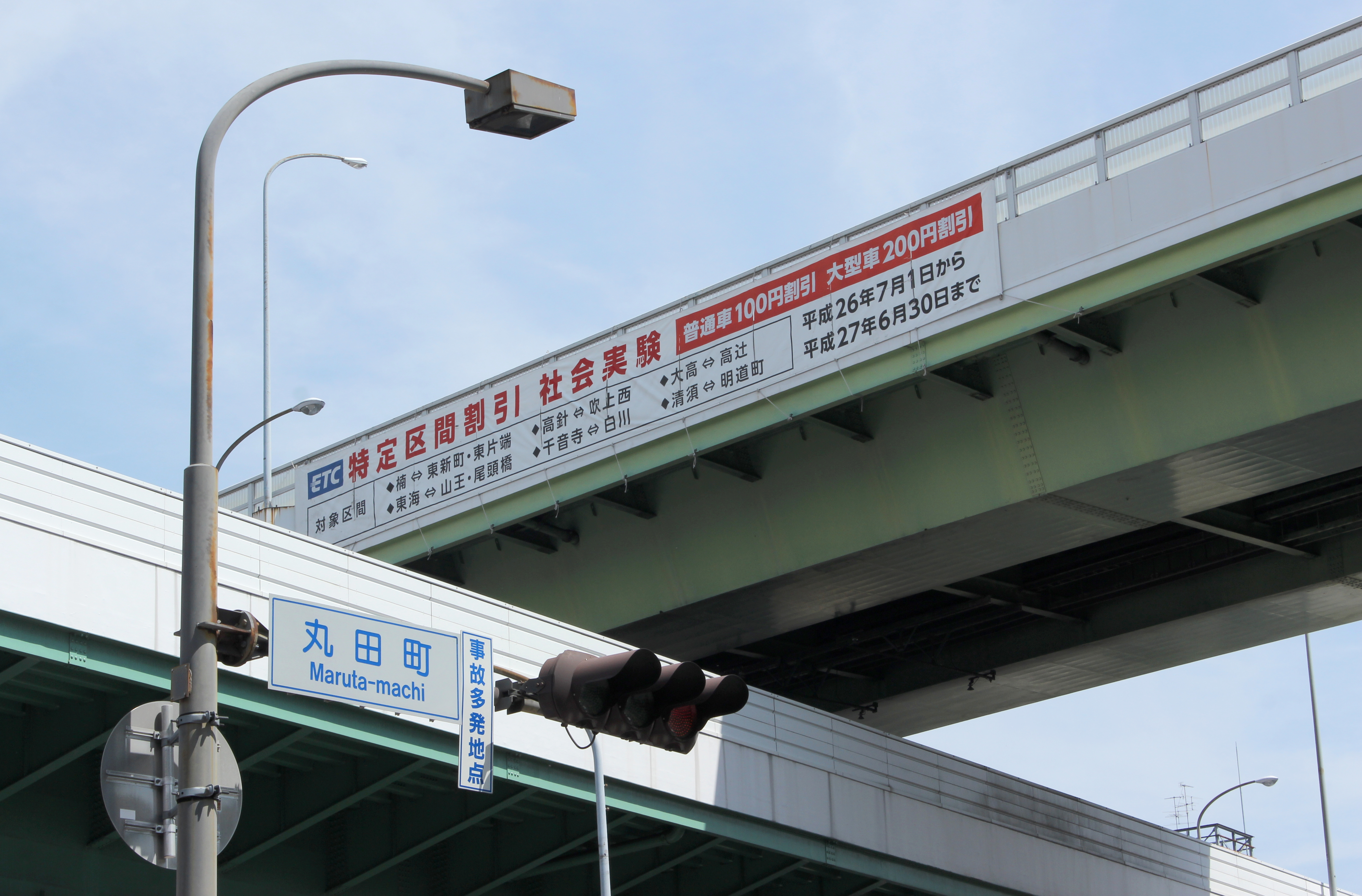
料金制度見直しに向けた社会実験の垂れ幕（2015年5月撮影）

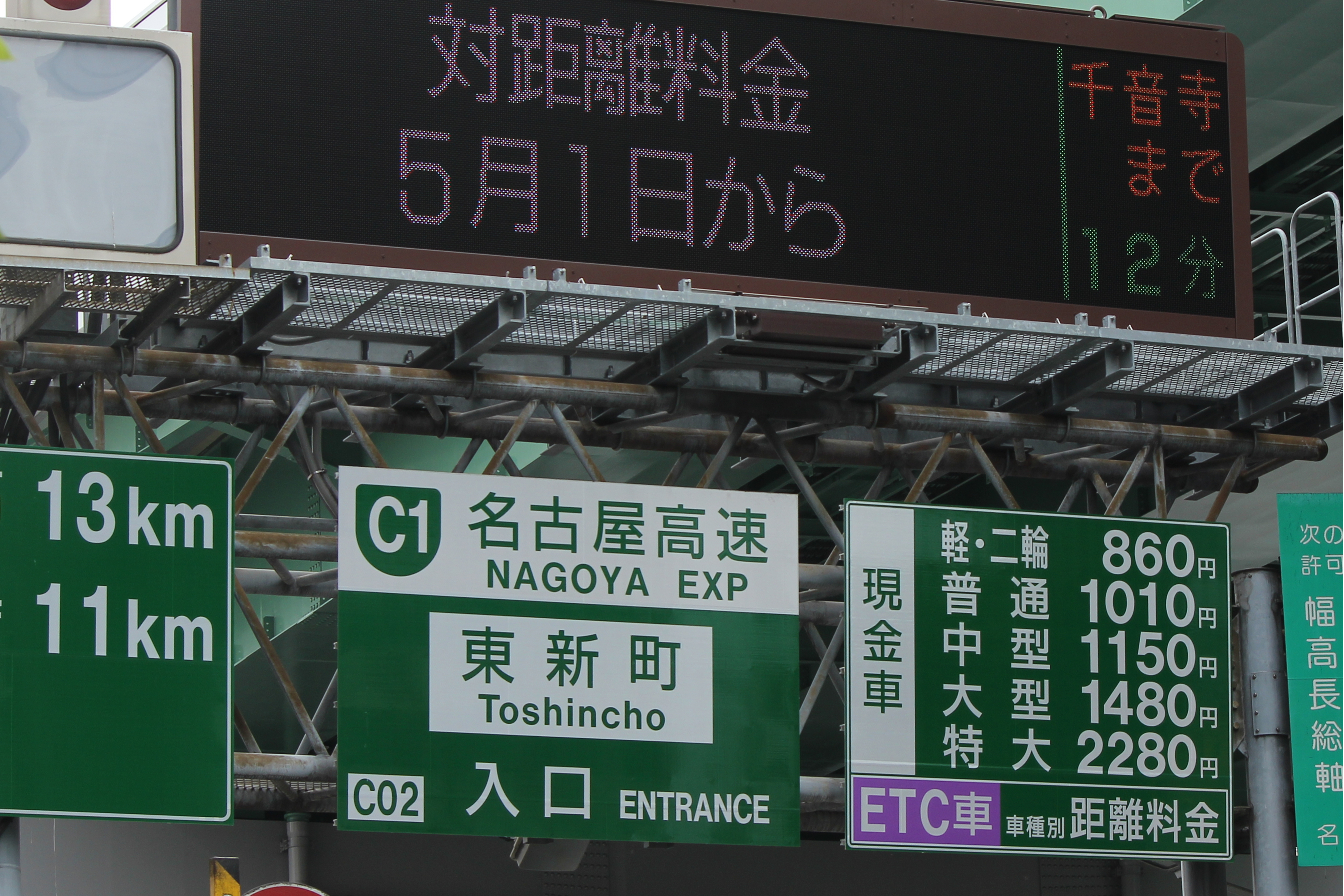
名高速入口の料金表示板（2021年5月28日撮影）。2021年（令和3年）5月1日からETC車は対距離制に移行した。

公社発足当初は均一料金制を採用した。均一料金制を採用したのは料金区分が簡素であることから、料金徴収の時間節約および本線流出時の料金徴収がないため（16号一宮線を除く）大量の都市交通を滞りなく円滑に処理できるからである。さらに、利用距離が長いほど割安となることから、長距離交通（市内外との流出入交通）の高速道路への利用を促し、短距離交通との質的分離を促進させ一般道路の混雑を和らげる意味がある。その一方で尾北線（11号小牧線と16号一宮線の料金圏）を別料金体系としたのは2つの意図によった。1つ目は尾北線の利用特性として、尾北線のみの短区間利用者が尾北線全体の約半数と高い比率を占めることから、短区間利用者の金銭的負担を軽減するためである。2つ目は小牧、一宮方面から三重県方面に抜ける通過交通を名二環へ受け流し、都心部へ余計な交通を入れないためである（つまり渋滞回避につながる）。それは尾北線と名二環を相互利用した場合の料金（370円+510円=880円）を、尾北線と名古屋線を直通した場合（370円+780円=1,150円）よりも割安にすることで、通過交通の名二環利用を促す狙いがある。なお、名古屋線が名二環よりも割高に設定されているのはこうした事情からであった。
なお、均一料金制は不公平感があることから、公社としては首都高速・阪神高速で採用された利用距離に応じた料金制度を名古屋高速でも導入するか否かの検証を実施することになった。その結果として、既に実施中のETC末端特定区間割引を拡大、末端部と1つ目の出口（570円）に加え、新たに2つ目の出口間で670円を設定し、これに正規の770円を加えた3段階式料金体系としてETC搭載車限定で2014年（平成26年）7月1日から1年間限定で社会実験を行った。元を正せば、均一料金制を採用する要因の一つが係員による料金収受業務の円滑化に資することであったため、その後のETCの利用率が9割まで向上すると均一料金制度にこだわる必要性が薄まり、公社としてもこれを距離制度再考の機会と捉え、今後は実験結果を踏まえて制度の在り方を煮詰めるとした。
こうした料金再考を踏まえ、2021年（令和3年）5月1日から名古屋中京圏の高速料金体系の整理・統一によって高速料金が見直され、ETC車限定で距離別料金制度の導入を開始するに至った。なお、非ETC車（現金支払い等）は、利用する入口から最も遠い出口までの距離に応じた料金となる。これにより均一性による料金の不合理性が改善され、短距離でも都市高速を利用する車が増えることで交通量が適正化し、名古屋市内の渋滞緩和が期待できると専門家は分析しているが、一方で名古屋高速道路は今後、名古屋駅近辺に新たな出入口を設置すること、名岐道路の一宮以北の延伸が計画される中で、実質的に値上げとなる今回の制度改定はそうした計画の財源を確保する狙いがあるとされる。

### 年表
現在の路線呼称と番号は1995年における都心環状線全線開業を契機として制定されたものであるが、以下の年表ではそれ以前のものであっても便宜的に現在の基準で表記している。なお、都心環状線全線開業以前の呼称と番号は次の通りである。1号万場線（現・5号万場線）、1号白川・東山線（現・2号東山線）、2号大高線（現・3号大高線）、2号楠線（現・1号楠線）。
- 1961年（昭和36年）6月 : 建設省（現・国土交通省）から名古屋市における高速道路設置のための基礎調査を愛知県と名古屋市が受託[23]。
- 1963年（昭和38年）6月22日 : 名古屋都市高速道路調査連絡会が発足[23][83]。
- 1966年（昭和41年）7月2日 :「名古屋都市高速道路の概要」を発表[83]。ここで、名古屋環状2号線の内側に、南北2方向、東西1方向および2分岐線を配した高速道路網の建設計画を提示[25]。
- 1970年（昭和45年）
  - 5月20日 : 地方道路公社法案が施行[84]。
  - 9月24日 : 愛知県と名古屋市の出資により名古屋高速道路公社を設立[85]。
  - 9月25日 : 最初の都市計画が認可[86]。
- 1973年（昭和48年）
  - 1月19日 : 都市計画変更。2号東山線は吹上 - 名古屋IC間を計画線として認可[87]。
  - 3月22日 : 名古屋市の予算市議会で都市高速道路関連予算の執行凍結が決定[45][88]。
  - 12月26日 : 予算凍結解除[89]。
- 1976年（昭和51年）11月29日 : 都市計画変更。都心環状線を双方向通行式から1方向通行方式に改め、これに伴い高速分岐1号を廃止。2号東山線は四谷 - 名古屋IC間を廃止のうえ代替路線の四谷 - 高針JCT間の計画を留保[90]。
- 1977年（昭和52年）5月25日 : 高速3号（いわゆる4号東海線と6号清須線）は明道町JCT - 山王JCT間を除いて整備計画から除外（ただし都市計画としては残された）、1985年以降の再考を表明[91]。
- 1979年（昭和54年）7月25日 : 3号大高線高辻 - 大高 (10.9 km)開通[92]。
- 1985年（昭和60年）5月7日 : 3号大高線鶴舞南JCT – 高辻、都心環状線東新町入口 – 東別院出口開通[93]。
- 1986年（昭和61年）10月27日 : 5号万場線名古屋西JCT - 白川開通、東名阪自動車道と接続[94]。
- 1987年（昭和62年）
  - 8月10日 : 楠線都心部および都心環状線の一部区間の半地下、地下式を高架式に戻す都市計画を決定[95]。
  - 8月31日 : 都心環状線名駅出口（現・錦橋出口[96]） – 新洲崎JCT (0.8 km)開通[95]。
- 1988年（昭和63年）
  - 3月23日 : 東名阪自動車道名古屋西JCT - 清洲東IC開通により名古屋西JCT渡り線を設置のうえ東名阪自動車道均一区間と接続[95]。
  - 4月26日 : 2号東山線白川 – 吹上および吹上暫定連絡路[97]、都心環状線新洲崎JCT – 山王JCTおよび山王JCT - 東別院開通[98]。
  - 12月21日 : 1号楠線楠 – 萩野暫定出入口 (2.2 km)開通[95]。
- 1989年（平成元年）
  - 3月29日 : 3号大高線堀田出口開通[95]。
  - 6月16日 : 3号大高線堀田入口、都心環状線東別院入口開通[95]。
- 1991年（平成3年）3月19日 : 1号楠線楠JCT – 楠(0.1 km)開通、東名阪自動車道（現・名二環）と接続[99]。
- 1992年（平成4年）8月5日 : 整備計画変更により高速1号四谷高針線（いわゆる2号東山線四谷 - 高針JCT）を計画に組み入れ[100]。
- 1994年（平成6年）
  - 9月12日 : 都心環状線名駅 - 丸の内出口(1.7 km)開通。ただし名駅入口は丸の内出口までの利用距離が短いため未供用[98]。
  - 11月16日 : 1号楠線萩野暫定出入口を廃止のうえ都心環状との連結工事のため同線は供用停止[101]。
  - 11月24日 : 整備計画変更により高速名古屋小牧線（いわゆる11号小牧線）を計画に組み入れ[100]。
- 1995年（平成7年）9月19日 : 1号楠線萩野 – 東片端入口、都心環状線丸の内出口 – 東新町開通[102]（併せて名駅入口供用開始[103]）。これにより楠から大高までの縦断路線が完成[98]。また、都心環状線のループが完成、これにより吹上暫定連絡路を廃止[104]。
- 1996年（平成8年）
  - 1月10日 : 整備計画変更により高速3号北部（いわゆる6号清須線）を計画に組み入れ[105]。
  - 10月14日 : 3号大高線大高出口開通[102]。
- 1997年（平成9年）
  - 3月13日 : 整備計画変更により高速清洲一宮線（いわゆる16号一宮線）を計画に組み入れ[100]。
  - 3月27日 : 3号大高線大高入口開通[106]。
  - 9月5日 : 2号東山線吹上出口（現・吹上東出口）開通[106]。
  - 10月13日 : 1号楠線黒川出入口開通[106]。
- 1998年（平成10年）2月6日 : 整備計画変更により高速3号南部（いわゆる4号東海線）を計画に組み入れ[100]。
- 1999年（平成11年）11月11日 : 都心環状線丸の内入口供用開始[106]。
- 2000年（平成12年）12月11日 : 2号東山線吹上 – 四谷出口 (西行き 3.5 km)開通[107]。これに伴って吹上出入口を吹上東出入口に改称のうえ吹上西出口を開設。春岡出口も同時開設[108]。
- 2001年（平成13年）
  - 3月10日 : 11号小牧線楠JCT – 小牧南 (5.4 km)開通[107]。
  - 6月1日 : 2号東山線吹上 – 四谷入口 (東行き 3.5 km)開通[109]。
  - 10月19日 : 11号小牧線小牧南 – 小牧IC (2.8 km)開通、名神・東名の両高速道路と接続[107]。
- 2002年（平成14年）4月24日 : 11号小牧線小牧北入口開通[107]。
- 2003年（平成15年）
  - 3月23日 : 3号大高線大高 – 名古屋南JCT (0.1 km)開通、伊勢湾岸自動車道と接続[107]。
  - 3月29日 : 2号東山線四谷 – 高針JCT (3.6 km)開通、東名阪自動車道（現・名二環）と接続[107]。併せて春岡入口を開設[110]。
- 2004年（平成16年）3月1日 : 一部料金所にてETCの運用を開始[111]。
- 2005年（平成17年）2月11日 : 16号一宮線清洲JCT - 一宮IC(8.9 km)開通[112]。
- 2007年（平成19年）12月9日 : 6号清須線明道町JCT  -清洲JCT(7.0 km)開通[112]。
- 2010年（平成22年）9月4日 : 4号東海線山王JCT – 六番北(2.8 km)開通[113]。
- 2011年（平成23年）11月19日 : 4号東海線木場出入口 – 東海JCT(5.3 km)開通[113]。
- 2013年（平成25年）11月23日 : 4号東海線六番北 - 木場出入口(3.9 km)開通。これによって名古屋高速道路全線の供用を開始[6]。
- 2020年（令和2年）2月22日：料金所の業務を行う会社の男性事務員が新型コロナウイルスに感染していることが判明し、この事務員と濃厚接触した可能性がある料金所のスタッフなど52人を自宅待機とした。この影響で、六番南・木場・六番北・船見入口・烏森・東海新宝入口の6料金所が一時閉鎖された。

## 最高速度
最高速度は11号小牧線と16号一宮線が80 km/hの他は、ほとんどが40 - 60 km/h制限となっている。なお、2号東山線の吹上西、吹上東 - 高針JCT間の半地下、トンネル部は、排気ガスによる視認性の低下や車両火災によるリスクの回避の観点から50 km/h規制である。

## 料金・割引

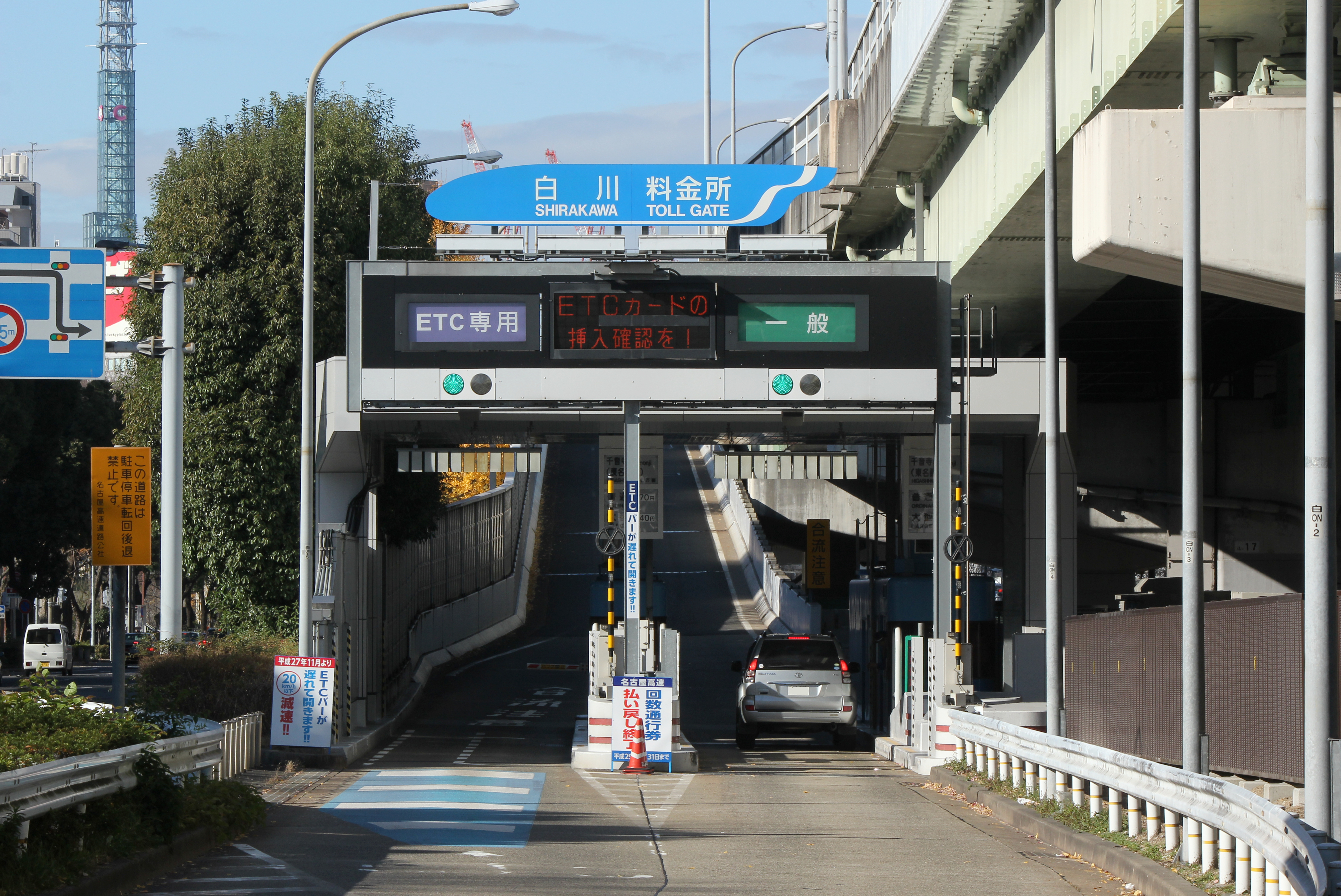
料金収受は入口方式。ETCと一般レーンを用意。

首都高速道路や阪神高速道路と同じく対距離料金である。なお、普通車でETCを利用する場合は下限290円（0.6km以下） - 上限1320円（32.1km以上）。
料金収受は入口徴収、出口はフリーである（11号小牧線と16号一宮線の一部に出口徴収あり）。このことから、通行料金を現金で支払う利用者は、各入口からの最も高い料金設定となっている。集約料金所を除いて基本的に2レーン配列で、ETC専用レーンと一般レーンで構成される。以前はETCと一般の混在レーンが存在したが、それを悪用してETC車と見せかけて料金所を突破する不正通行が相次いだことから、現在では原則的に混在レーンは廃止されている。

### 均一料金制時代の通行料金
2019年10月1日改定
- 名古屋線 ： 普通車780円、大型車1,570円
- 尾北線 ： 普通車370円、大型車730円
  - 尾北線特定料金区間[121] ： 普通車210円、大型車420円

### ETC割引
各種の割引は料金所をETC無線通信によって通行することが条件となっている（公社側の事由により無線通行ができない場合を除き、ETCカードを係員に手渡して精算した場合には適用されない。）。曜日・時間帯の条件がある割引は、料金圏ごとにその料金所の通過時刻で判断し、それらの割引の重複適用しない（割引額が最も大きいものを適用）。割引額に10円未満の端数が生じる場合、端数は切り捨てとなる。
端末特定区間割引（終了）
名古屋線末端部分の指定区間のみの利用が対象。普通車200円引き、大型車400円引き。本割引を適用した後の料金に対し、以下の時間帯割引・社会実験割引が重複適用される。
夜間割引
全日、22‐24時は10%引き、0‐6時は20%引き。
日曜・祝日割引
日曜・祝日の6‐22時が10%引き。0‐6時および22‐24時は先述の夜間割引が適用される。2009年7月18日から2011年3月27日までの普通車は、次の土日祝日料金引下げ社会実験が優先して適用された。
普通車土日祝日料金引下げ社会実験（終了）
普通車のみ、土曜・日曜・祝日終日30%引き。次の平日も対象となる。
- 2009年 - 8月6日（木）・7日（金）・13日（木）・14日（金）、11月2日（月）
- 2010年 - 2月12日（金）、4月30日（金）

地域活力基盤創造交付金を利用して、愛知県道路公社とともに、2009年7月18日から2011年3月27日までの期間限定で実施された。
実験費用は約46億円。経済波及効果は約54億円と推計された。
平日昼間時間帯割引社会実験
平日（土曜日を含む）の6‐7時および13‐16時が15%引き。2011年7月1日から2013年12月31日まで実施。
100円値下げを行うとする、大村秀章（愛知県知事）と河村たかし（名古屋市長）の共通公約が基になっている。当面の対応として渋滞緩和などを目的に実施。実験費用は約14億円で、公社が負担する。
当初は2012年6月30日までの予定だったが、2013年6月29日までに延長され、さらに同年末までに延長されている。
迂回乗り継ぎ
5号万場線から3号大高線、1号楠線から5号万場線の様に通常都心環状線を経由した場合、右回り一方通行となる構造上大回りの経路となり、都心環状線の交通量の増大を招く恐れがあることから、2004年2月からETC無線通行に限り、2号東山線の吹上東出口を流出し15分以内に吹上東入口に入場した場合は、名古屋高速の利用を1回の通行とみなし、新たな通行料金を徴収しない（かつて存在した「吹上暫定連絡路」と同様の運用）。

### 料金の変移（名古屋線）
- 1979年（昭和54年）7月25日（開通時）：普通車400円、大型車800円[131]。
- 1985年（昭和60年）5月8日：普通車500円 大型車1,000円[93]。
- 1986年（昭和61年）10月27日：飛び地で開通している区間への暫定措置として、乗継券による乗継制度が設定される[132]。
- 1988年（昭和63年）
  - 4月27日：普通車600円、大型車1,200円[95]。
  - 12月21日：この日供用開始の楠 - 萩野間に、普通車150円、大型車300円の特定料金を設定[131]。
- 1989年（平成元年）4月1日：消費税法が施行されたが、名古屋市議会の反対で料金への転嫁ができなかった。
- 1995年（平成7年）9月20日：普通車650円、大型車1,300円。1号楠線暫定供用料金は廃止[102]。
- 2003年（平成15年）3月29日：特定料金区間を新設。楠JCT - 豊山南出入口、堀の内入口 - 小牧IC間で普通車200円[107]。
- 2004年（平成16年）
  - 3月29日：普通車750円、大型車1,500円[133]。
  - 10月1日 : すべての料金所でETCが利用可能となる[134]。
- 2006年（平成18年）12月31日：偽造券対策により回数券の利用を終了[135]。
- 2014年（平成26年）4月1日：消費税8％化により普通車770円、大型車1,540円に改定[136]。
- 2019年（令和元年）10月1日：消費税10％化により普通車780円、大型車1,570円に改定[137]。
- 2021年（令和3年）5月1日：距離別料金制度の導入開始[72]。

## 所管警察
- 愛知県警察高速道路交通警察隊名古屋西分駐隊 : 全線[138]